# 阿彭迪斯島

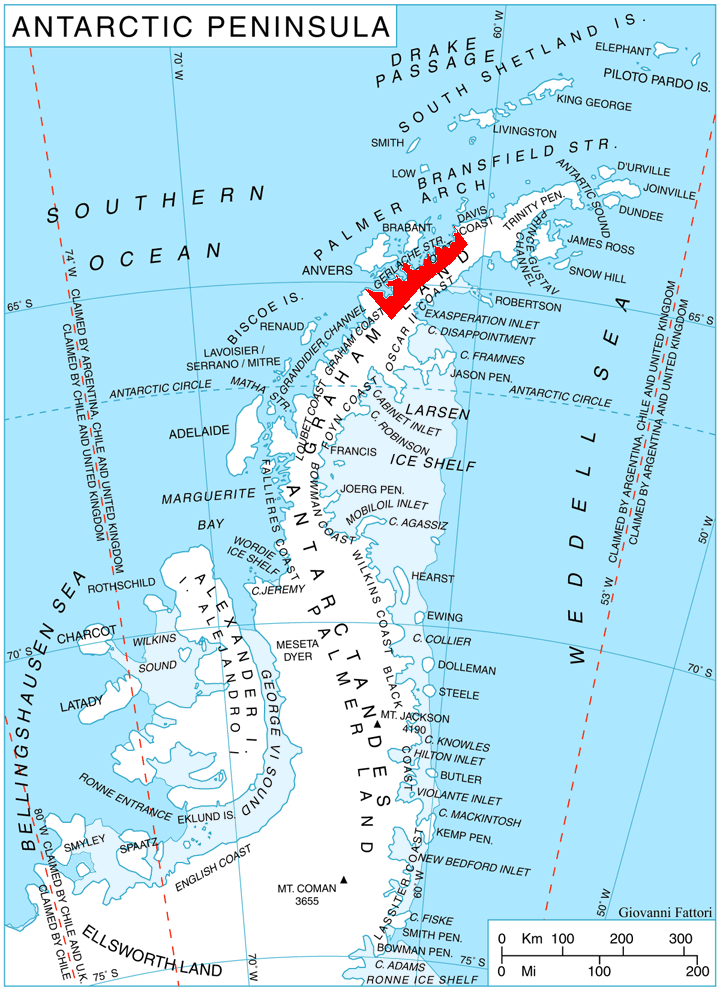

阿彭迪斯島（西班牙語：Isla Apéndice），是南極洲的島嶼，位於葛拉漢地西岸的丹科海岸，處於雷廖沃半島以北和斯拉敦半島以西，在1957年被繪入阿根廷地圖，現時由南極條約體系管理。